# Chen Hongshou
Advertiment: existeix un altre pintor xinès amb aquest nom; és Chen Hongshou (1599–1652)
En els noms xinesos el cognom va al davant; en aquest cas Chen.

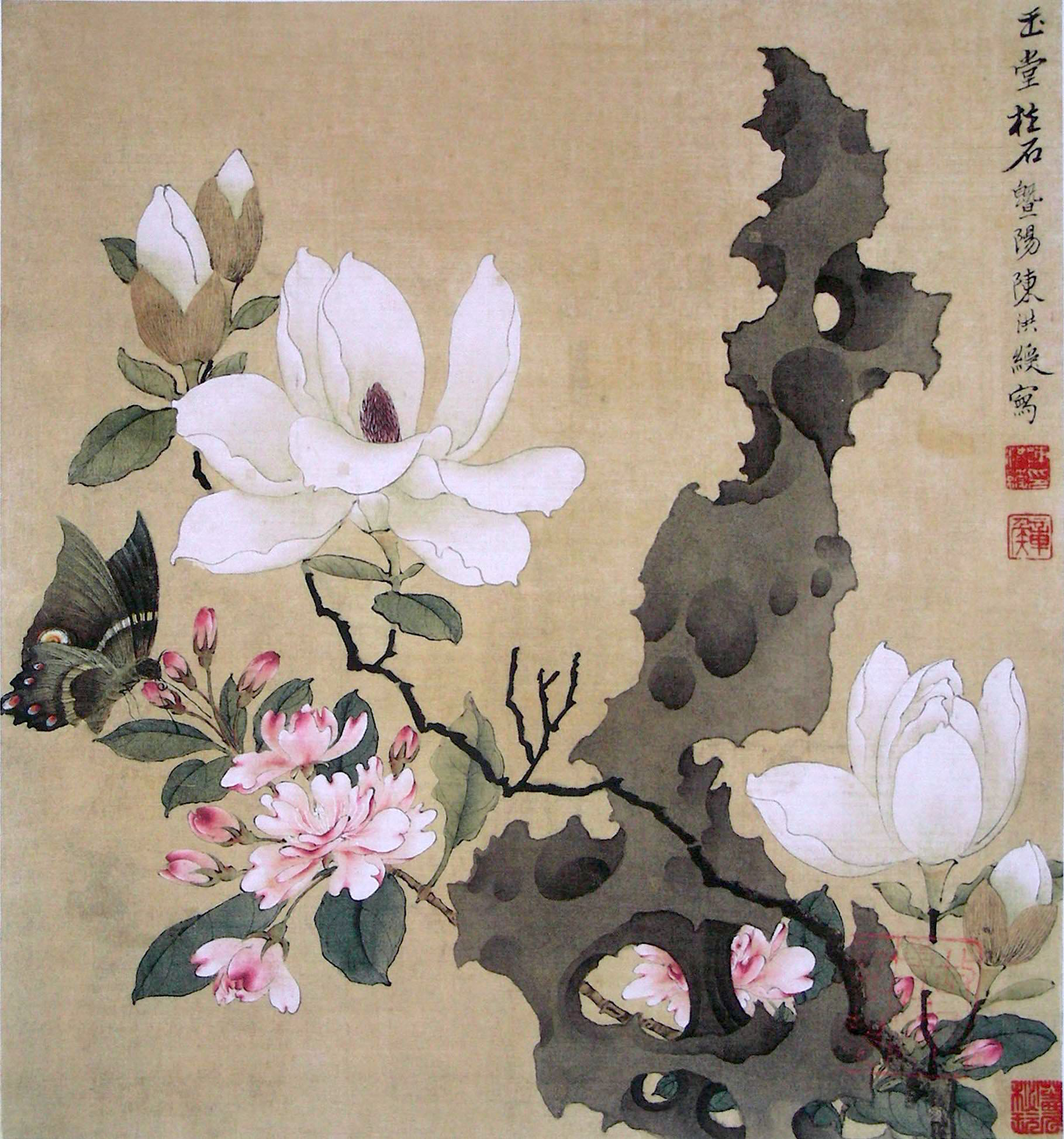
Magnolia i roca erectaand Erecta (玉堂柱石图) by Chen Hongshou, Museu del Palau, Pequín

Chen Hongshou (en xinès simplificat: 陈洪绶; en xinès tradicional:陳洪綬; en pinyin: Chén Hóngshòu) fou un pintor i cal·lígraf durant la dinastia Ming que va néixer el 1598 a Zhuji, província de Zhejiang i mort el 1652. També fou poeta, escriptor i autor teatral. Al final de la seva vida va ser monjo budista i va ser conegut també com “El monjo penedit”. Aquest artista va ser un pintor precoç que va anar adquirint experiència i domini amb Lan Ying. Destacava per les pintures humanes amb un aire caricaturitzant, les pintures de paisatges, flors i ocells. També va pintar retrats amb tapissos. Encara que tenia un estil característic, les seves obres no deixen de mostrar un toc arcaïtzant.